# Internationale Filmfestspiele von Venedig 1999

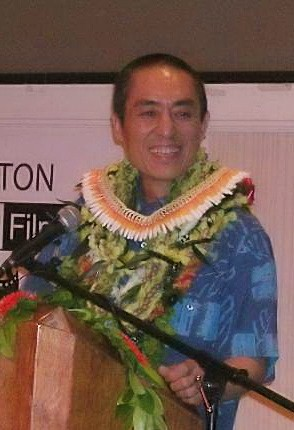
Zhang Yimou gewann in diesem Jahr den Goldenen Löwen

Die 56. Internationalen Filmfestspiele von Venedig fanden vom 1. bis zum 11. September 1999 statt. In diesem Jahr wurde Alberto Barbera neuer Festivaldirektor. Er blieb in dieser Funktion bis zum Jahr 2001.
Für den Wettbewerb wurde folgende Jury berufen: Emir Kusturica (Jurypräsident), Marco Bellocchio, Maggie Cheung, Jonathan Coe, Jean Douchet, Shozo Ichiyama, Arturo Ripstein und Cindy Sherman.

## Wettbewerb
Am Wettbewerb des Festivals nahmen folgende Filme teil:
| Filmtitel                             | Regisseur             | Produktionsland                         | Darsteller (Auswahl)                                    |
| ------------------------------------- | --------------------- | --------------------------------------- | ------------------------------------------------------- |
| A domani                              | Gianni Zanasi         | Italien                                 | Stefania Rivi, Andrea Corneti                           |
| Appassionate                          | Tonino De Bernardi    | Italien                                 | Anna Bonaiuto, Inês de Medeiros                         |
| Gottes Werk und Teufels Beitrag       | Lasse Hallström       | USA                                     | Tobey Maguire, Charlize Theron, Michael Caine           |
| Guo nian hui jia                      | Zhang Yuan            | Italien, China                          | Lin Liu                                                 |
| Holy Smoke                            | Jane Campion          | USA, Australien                         | Kate Winslet, Harvey Keitel                             |
| Jesus' Son                            | Alison Maclean        | Kanada, USA                             | Billy Crudup                                            |
| Keiner weniger – Not One Less*        | Zhang Yimou           | China                                   | Wei Minzhi                                              |
| Liebe in Zeiten der Arbeitslosigkeit  | Marion Vernoux        | Frankreich                              | Valeria Bruni Tedeschi, Patrick Dell'Isola, Sergi López |
| Lies – Lust und Lügen                 | Jang Sun-Woo          | Südkorea                                | Lee Sang-hyun, Kim Tae-yeon                             |
| Mal                                   | Alberto Seixas Santos | Portugal                                | Pauline Cadell, Rui Morisson                            |
| Nordrand                              | Barbara Albert        | Österreich, Deutschland, Schweiz        | Nina Proll, Edita Malovčić                              |
| Nur kein Skandal!                     | Benoît Jacquot        | Frankreich                              | Fabrice Luchini, Isabelle Huppert                       |
| Eine pornografische Beziehung         | Frédéric Fonteyne     | Frankreich, Schweiz, Belgien, Luxemburg | Nathalie Baye, Sergi López                              |
| Topsy-Turvy                           | Mike Leigh            | Großbritannien                          | Allan Corduner, Jim Broadbent, Dexter Fletcher          |
| The Venice Project                    | Robert Dornhelm       | Österreich, USA                         | Lauren Bacall, Dennis Hopper, Linus Roache              |
| Le vent de la nuit                    | Philippe Garrel       | Frankreich, Italien, Schweiz            | Catherine Deneuve, Daniel Duval, Xavier Beauvois        |
| Verrückt in Alabama                   | Antonio Banderas      | USA                                     | Melanie Griffith, David Morse, Lucas Black              |
| Der Wind wird uns tragen              | Abbas Kiarostami      | Iran, Frankreich                        | Behzad Dorani                                           |
| Eine Woche aus dem Leben eines Mannes | Jerzy Stuhr           | Polen                                   | Jerzy Stuhr, Danuta Szaflarska                          |

* = Goldener Löwe

## Preisträger
| Preis                                                   | Film                          | Preisträger      |
| ------------------------------------------------------- | ----------------------------- | ---------------- |
| Goldener Löwe (bester Film)                             | Keiner weniger – Not One Less | Zhang Yimou      |
| Spezialpreis der Jury                                   | Der Wind wird uns tragen      | Abbas Kiarostami |
| Coppa Volpi (bester Darsteller)                         | Topsy-Turvy                   | Jim Broadbent    |
| Coppa Volpi (beste Darstellerin)                        | Eine pornografische Beziehung | Nathalie Baye    |
| Regiepreis                                              | Keiner weniger – Not One Less | Zhang Yimou      |
| Marcello-Mastroianni-Preis (bester Nachwuchsdarsteller) | Nordrand                      | Nina Proll       |
| Leone Speciale für sein Lebenswerk                      |                               | Jerry Lewis      |

## Weitere Preise
- Bester Kurzfilm: Portrait of a Young Man Drowning von Teboho Mahlatsi (Südafrika)
- Luigi Di Laurentiis Award: Questo è il giardino von Giovanni Davide Maderna
- FIPRESCI-Preis: Der Wind wird uns tragen von Abbas Kiarostami (Wettbewerb), Being John Malkovich von Spike Jonze (Nebensektion)
- OCIC Award: Jesus' Son von Alison Maclean
- UNICEF Award: Keiner weniger – Not One Less von Zhang Yimou